# بوكنالة (عين مديونة)
بوكنالة هي إحدى مشيخات المملكة المغربية، تتبع جغرافيا لإقليم تاونات وإداريًا لعين مديونة. يقدر عدد سكانها بـ 6860 نسمة حسب الإحصاء الرسمي للسكان والسكنى لسنة 2004.